# Spar på vandet
|  | Denne artikel er oprettet af botten PalnaBot ud fra en ekstern database. Den kan derfor have sproglige fejl eller mangler. Denne skabelon kan fjernes efter kontrol af indholdet. |

Spar på vandet er en dokumentarfilm fra 1949 instrueret af Svend Aage Lorentz efter manuskript af Svend Aage Lorentz.

## Handling
En humoristisk indgangsvinkel til et budskab om, at man skal tænke sig om, når man bruger vand. Folk skal spare på vandet i de varme sommermåneder. I filmen besvimer en kvinde af vandmangel, og hun oplever en række visioner om vandspild og vandmangel. Til slut skildres vandets normale, naturlige kredsløb.